# Conacul Wellingsbüttel

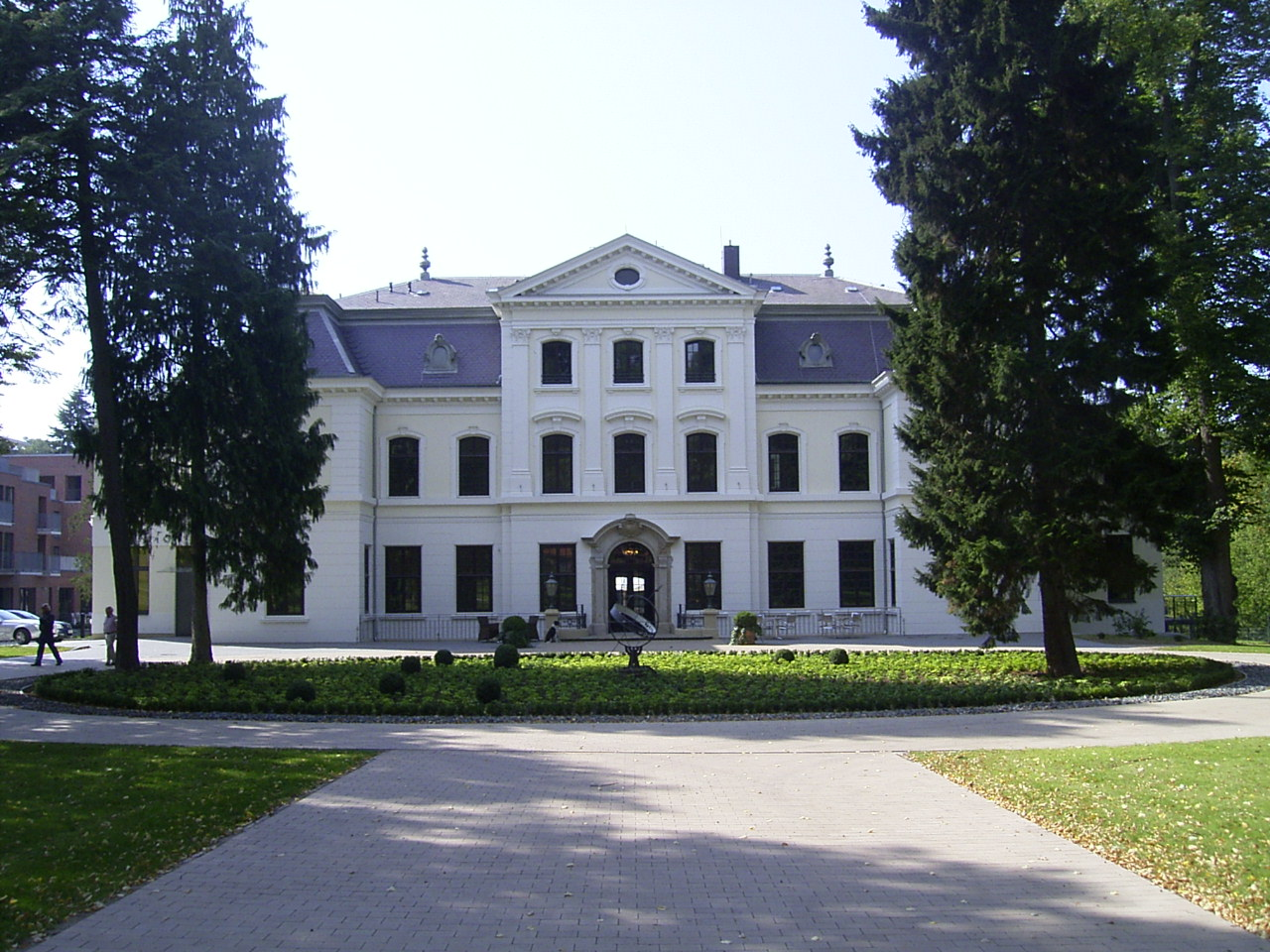
Herrenhaus Wellingsbüttel

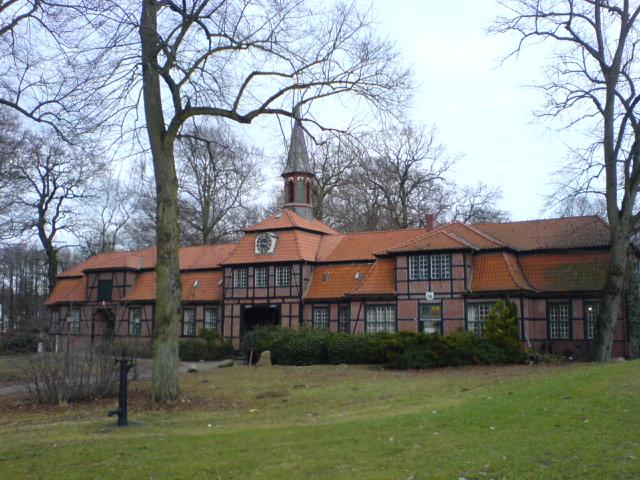

Conacul Wellingsbüttel este amplasat în cartierul care-i poartă numele din Hamburg.

## Istoric
Conacul este pentru prima oară amintit în anul 1296, prin anul 1412 devine proprietatea episcopatului din Bremen. Intre anii 1542 și 1572 este proprietatea familiei Kalenberg, după ce a schimbat o serie de proprietari devine în anul 1643 cancelaria arhiepiscopului Dietrich Reinking din Bremen. Prin Pacea Westfalică trece în anul 1649 în posesia reginei Suediei Christine, devenind o proprietate care se poate moșteni. Astfel contele palatin Reinking revendică la curtea imperială dreptul său de proprietar.